# Postulatura
Postulatura (od lat. postulare, zahtijevati, tražiti) je prvi stupanj u početnom odgoju u franjevačkom Redu. Dolazi prije novicijata i vremena privremenih zavjeta. Predstavlja razdoblje u kojem postulant potvrđuje vlastitu odlučnost da se obrati postupnim prijelazom od svjetovnoga na franjevački način života. Također na taj način postulant provjerava svoju odluku kojom će započeti nasljedovanje Isusa Krista na način koji je to postavio sv. Franjo.
Postulaturom se postulant priprema za novicijat koji je sljedeći stupanj u franjevačkom odgoju. Tijekom postulature postulante se uz odgajateljsku pomoć osobno posvećuje svom ljudskom odgoju. Ujedno tako produbljuje svoje krsne obveze. Postulanta kroz školovanje vodi magister u jednome bratstvu.
Vidi pojmove: kandidatura, juniorat, trajna formacija